# Patricio Gabarrón Gil
Patricio Gabarrón Gil (Mula, Múrcia, 17 d'abril de 1993), més conegut com a Patric Gabarrón o simplement Patric, és un futbolista espanyol que juga com a defensa o migcampista a la SS Lazio de la Serie A d'Itàlia.
És un migcampista que pot ocupar la majoria de les posicions al mig del camp.
Va debutar amb el primer equip el 26 de novembre de 2013 en un partit de la Lliga de Campions al camp de l'Ajax substituint Carles Puyol.

## Palmarès
SS Lazio
- 1 Copa italiana: 2018-19.
- 1 Supercopa italiana: 2017.